# Свети Георги (Топчии)
Вижте пояснителната страница за други значения на Свети Георги.
„Свети Георги“ е православна църква в село Топчии, община Кубрат, Разградска област.. Основан е през 1929, а понастоящем храмът е действащ само на големи религиозни празници.